# Мещовский уезд

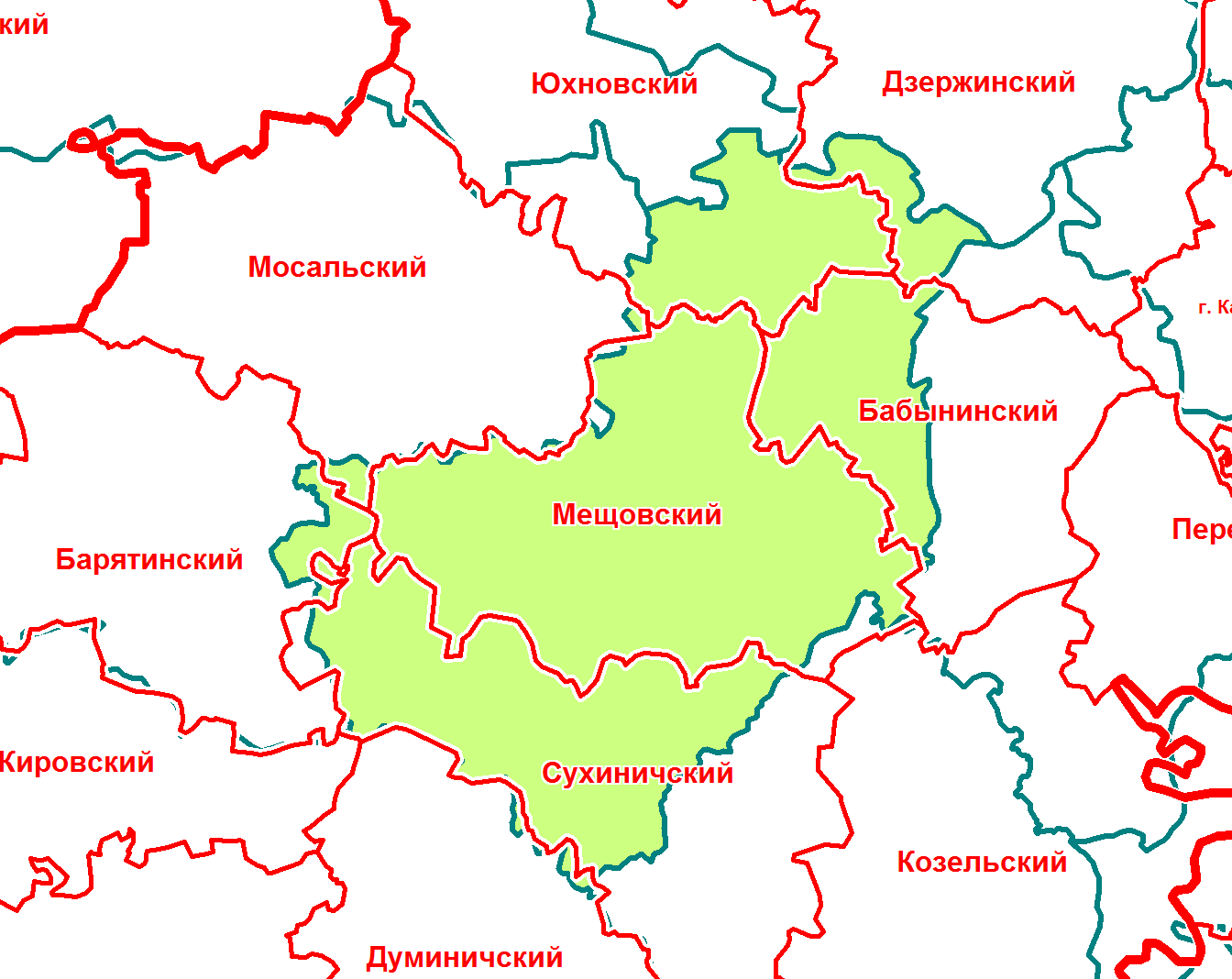
Мещовский уезд в современной сетке районов

Мещо́вский уе́зд — административно-территориальная единица в составе Московского государства, Смоленской губернии, Московской губернии и Калужской губернии, существовавшая с 16 века до 1927 года. Уездный город — Мещовск.

## География
Уезд располагался в центральной части Калужской губернии, на севере граничил со Смоленской губернией. Площадь уезда составляла в 1897 году 2 415,7 вёрст² (2 749 км²), в 1926 году — 3 108 км².

## История
Мещовский уезд существовал с начала 16 века как территория бывшего Мезецкого (Мещовского) княжества. В 1505—1521 входил в удел 4-го сына Ивана III — князя Дмитрия Ивановича Жилки. Василий III завещал Мещовский уезд сыну Юрию (1532—1563), умершему бездетным.
В 1612—1618 Мещовский уезд разорён поляками и казаками в ходе польской интервенции. До возвращения России Серпейска в 1634 году был пограничным уездом. В 17 веке делился на станы Окологородный, Сухиницкий, Опаковсий, Лыченский, Недоходовский, Бышковский, Залидовский. В переводе на современное административное деление это центральная и северная часть Мещовского района, западная — Сухиничского, южная — Юхновского, Бабынинского и Дзержинского, северная — Думиничского, восточная — Кировского и Людиновского районов Калужской области.
По переписи 1678 года насчитывалось 2812 дворов, что приблизительно соответствует населению 28 тысяч человек.
В 1679 (приблизительно) году отдельно от станов была выделена Клитинская волость, существовавшая до 1764 г., — владения Георгиевского монастыря.
В 1708 году в ходе административной реформы Петра I был отнесён к Смоленской губернии. В 1713 году Смоленская губерния была упразднена и Мещовский уезд отошёл к Московской губернии. В 1719 году Мещовский уезд отнесён к Калужской провинции Московской губернии.
В 1776 году Мещовский уезд отнесён к образованному Калужскому наместничеству. При этом его границы сильно изменились: западная часть вошла в Жиздринский уезд, северная — в Юхновский, южная передана Серпейскому. В 1796 году наместничество преобразовано в Калужскую губернию. Население по ревизии 1782 года — 74 тысячи человек. Площадь по межеванию 1782 — 315395 десятин.
В 1797 году в состав уезда вошла часть территории упразднённого Серпейского уезда вместе с Серпейском.
По ревизии 1833 г. в уезде числилось 109724 жителя.
В 1927 году уезд был упразднён, его территория вошла в состав вновь образованного Сухиничского уезда.
В 1929 г. территория бывшего Мещовского уезда включена в состав Мещовского, Сухиничского, Бабынинского районов Западной области.

## Административное деление
В 1890 году в состав уезда входило 19 волостей
| № п/п | Волость        | Волостное правление | Число селений | Население |
| ----- | -------------- | ------------------- | ------------- | --------- |
| 1     | Борятинская    | с. Борятино         | 25            | 4696      |
| 2     | Гостинская     | с. Гостье           | 30            | 6646      |
| 3     | Еропкинская    | с. Еропкино         | 18            | 4812      |
| 4     | Конецпольская  | с. Конецполье       | 27            | 4665      |
| 5     | Мошонская      | с. Мошонки          | 25            | 4886      |
| 6     | Месничская     | с. Местничи         | 18            | 4502      |
| 7     | Новосельская   | с. Новоселки        | 22            | 5119      |
| 8     | Писковская     | д. Комаревка        | 28            | 5275      |
| 9     | Подкопаевская  | с. Подкопаево       | 14            | 4946      |
| 10    | Попковская     | с. Попково          | 25            | 6694      |
| 11    | Ратьковская    | с. Ратьково         | 21            | 5220      |
| 12    | Сабуровщинская | с. Сабуровщино      | 11            | 3099      |
| 13    | Серебринская   | с. Серебряно        | 29            | 5680      |
| 14    | Стреленская    | с. Стрельня         | 17            | 3732      |
| 15    | Троснянская    | с. Тросна           | 27            | 4784      |
| 16    | Утешевская     | с. Утешево          | 31            | 6196      |
| 17    | Фроловская     | с. Фроловское       | 19            | 5232      |
| 18    | Чемодановская  | с. Чемоданово       | 32            | 4503      |
| 19    | Щелкановская   | с. Щелканово        | 26            | 6651      |

В 1913 году в уезде было также 19 волостей.
К 1926 году волостей стало 7:
- Бабынинская,
- Мещовская,
- Мошонская,
- Серпейская,
- Троснянская,
- Утешевская,
- Щелкановская.

## Население
По данным переписи 1897 года в уезде проживало 96 477 человек. В том числе русские — 99,8 %. В уездном городе Мещовске проживало 3635 человек, в заштатном Серпейске — 1034 человека.
По итогам всесоюзной переписи населения 1926 года население уезда составило 136 595 человек, из них городское (город Мещовск) — 2724 человека.
| Год  | Численность | Численность |
| ---- | ----------- | ----------- |
| 1851 | 94 517      | [ 5 ]       |
| 1857 | 88 214      | [ 6 ]       |
| 1859 | 88 841      | [ 7 ]       |
| 1870 | 96 561      | [ 8 ]       |
| 1881 | 108 884     | [ 9 ]       |
| 1897 | 96 477      |             |
| 1912 | 123 946     | [ 10 ]      |
| 1913 | 125 839     | [ 11 ]      |
| 1915 | 130 373     | [ 12 ]      |
| 1916 | 140 501     | [ 13 ]      |
| 1920 | 115 503     | [ 14 ]      |
| 1926 | 136 595     |             |